# Ditzingen
Ditzingen est une ville d'Allemagne, située dans le Land de Bade-Wurtemberg.

## Histoire
| Appartenances historiques Comté de Wurtemberg 1339-1442 Comté de Wurtemberg-Urach 1442-1482 Comté de Wurtemberg 1482-1495 Duché de Wurtemberg 1495-1803 Électorat de Wurtemberg 1803–1806 Royaume de Wurtemberg 1806–1918 République de Weimar 1918–1933 Reich allemand 1933–1945 Allemagne occupée 1945–1949 Allemagne 1949–présent |

## Culture locale et patrimoine
Les archives municipales de Ditzingen sont situés dans le quartier Hirschlanden. Ils conservent les documents relatifs à l'histoire de Ditzingen et des anciennes municipalités indépendantes Heimerdingen, Hirschlanden et Schöckingen.

## Jumelages
- Gyula (Hongrie)
- Rillieux-la-Pape (France)